# Lili Dehn
Pour les articles homonymes, voir Dehn.
Yulia Alexandrovna von Dehn (en russe : Юлия Александровна фон Ден ; 9 août 1888 - 8 octobre 1963), connue comme Lili Dehn ou Lili von Dehn, était la femme d'un officier de la marine russe et une amie de la tsarine Alexandra. 
Après la révolution russe de 1917, Dehn écrivit une biographie, The Real Tsaritsa, pour réfuter les rumeurs qui circulaient en Europe au cours des années 1920 sur la tsarine et Grigori Raspoutine.

## Jeunesse
Dehn est née Yulia Alexandrovna Smolskaia  dans le domaine familial du sud de la Russie, Revovka, et résidence de son ancêtre le général Mikhail Kutuzov, vainqueur de Napoléon lors de l'invasion de la Russie en 1812. Ses parents étaient Ismail Selim Bek Smolsky et Catherine Horvat. Les deux côtés de sa famille avaient une longue histoire en Russie, selon ses mémoires. Ses parents ont divorcé alors qu'elle avait onze ans et sa mère s'est remariée par la suite.  Sa grand-mère maternelle a aidé à l'élever. 
Elle a été instruite par des tuteurs à la maison et a écrit qu'elle comprenait très peu le russe parce que sa famille parlait français. Dans sa jeunesse, elle aimait écouter les histoires folkloriques de la vieille Russie racontées par sa grand-mère maternelle.  "Les paysans de Revovka étaient extrêmement superstitieux et croyaient implicitement aux sorcières et aux sorciers", écrit Dehn. Plus tard, elle a eu une gouvernante anglaise. Elle aimait le domaine de son enfance et, chaque fois qu'elle allait rendre visite à un oncle à Livadiya, emportait avec elle un peu de terre de Revovka pour lui rappeler son chez-soi. 

## Mariage et amitié avec la tsarine
Dehn épouse en 1907 à Yalta, Carl Alexander Akimovich (ou "Joachimovitch") von Dehn (1877-1932), un officier de la marine russe dont la famille est originaire de Tallinn.  Dehn était officier sur le yacht impérial Standart et était un favori des enfants impériaux. La tsarine s'intéresse à la nouvelle épouse de Dehn et se lie d'amitié avec elle après le mariage. 
La tsarine était la marraine du fils des Dehn, Alexander Leonide, né le 9 août 1908 et surnommé "Titi".  Dehn a écrit que Titi avait été baptisée luthérienne, ce qui était requis par la famille de son mari pour conserver un héritage. Alexandra reste perturbée par le baptême luthérien de sa filleul et insiste sept ans plus tard pour que l'enfant soit rebaptisé dans l'Église orthodoxe russe. Les Dehn ont accédé à sa demande.   

## Première guerre mondiale et révolution
Dehn a suivi une formation d'infirmière de la Croix-Rouge pendant la Première Guerre mondiale et soigné des soldats blessés dans un hôpital militaire. 
Elle faisait partie de la famille impériale lors du déclenchement de la révolution russe de 1917 et aida à soigner les enfants impériaux et l'amie de la tsarine, Anna Vyrubova, qui était aussi la cousine éloignée de Dehn, lors d'une épidémie de rougeole. Elle a été témoin de l'abdication du tsar et de l'emprisonnement de la famille par le nouveau gouvernement provisoire. Dehn quitta le palais et persuada le gouvernement de la placer en résidence surveillée chez elle parce que son fils Titi était gravement malade. 
Dehn a écrit dans son livre qu'elle imputait la révolution à des révolutionnaires juifs. 

## Exil
Dehn a fui la Russie à bord du navire SS Kherson avec sa mère et son fils Titi en passant par la Turquie et la Grèce.  Ils ont finalement atteint l'Angleterre. La famille s’installa d’abord en Angleterre, où les von Dehn eurent deux autres enfants, Ekaterina, ou Katharina, ou Catherine (Kitty), en décembre 1919  et Maria Olga, ou Marie, en avril 1923.  Ils ont ensuite déménagé dans une propriété familiale, Holowiesk, dans l'est de la Pologne. Son mari est décédé en 1932. Après le déclenchement de la Seconde Guerre mondiale, elle fut de nouveau obligée d'émigrer et se termina à Caracas, au Venezuela, avec son fils Alexander (Titi) et sa fille Maria. En 1958, elle a déménagé avec Maria et son mari Kurt Happe aux États-Unis, puis à Rome où elle est décédée en 1963,. 
Au début des années 1950, Dehn rend visite à Anna Anderson, qui prétend être la grande-duchesse sauvée Anastasia Nikolaevna de Russie. Dehn aurait déclaré avoir reconnu Anderson sous le nom d'Anastasia. "Que puis-je dire après l'avoir connue?"  Dehn a déclaré après la réunion.  "Je ne peux certainement pas me tromper sur son identité." . 
Son fils, Alexander, est décédé en 1974  à Caracas, au Venezuela. Sa fille Katharina est également décédée à Caracas en 1987 et sa fille Maria, en février 2007 à LaCrosse, Winscosin, États-Unis. Ils ont tous laissé des enfants et des petits-enfants,. 